# جوآن چن
جوآن چن (انگلیسی: Joan Chen؛ زاده ۲۶ آوریل ۱۹۶۱) یک هنرپیشه، فیلم‌نامه‌نویس، و کارگردان اهل جمهوری خلق چین  است.
از فیلم‌ها یا برنامه‌های تلویزیونی که وی در آن نقش داشته است می‌توان به آخرین امپراتور، یک زمین مرگبار، سمت وحشی، توئین پیکس: با من بر آتش برو ، قاضی درد ، خورشید همچنان می درخشد ، ۱۹۱۱، شهوت،اخطار ، ۲۴ شهر ، گل آفتاب گردان و سلام جوگر اشاره کرد.